# Аккем (приток Каракола)
Аккем — река в России, правый приток Каракола.
Протекает в Республике Алтай по территории Онгудайского района в западном направлении. Исток находится у подножья горы Аккем (высота — 2509,6 м). Впадает в Каракол в 26 км от его устья. Длина реки составляет 12 км.

## Данные водного реестра
По данным государственного водного реестра России относится к Верхнеобскому бассейновому округу, водохозяйственный участок реки — Катунь, речной подбассейн реки — Бия и Катунь. Речной бассейн реки — (Верхняя) Обь до впадения Иртыша.